# 阿富汗祖国党
阿富汗祖国党（波斯語：حزب وطن افغانستان）是一個阿富汗政黨，1997年6月28日成立於德國慕尼黑，由流亡德國的前阿富汗人民民主黨黨員組成。
該黨的意識形態是後共產主義、伊斯蘭社會主義、社會民主主義和新馬克思主義。在慕尼黑的黨會議選舉穆罕默德·伊薩·賈蘇爾作為黨的領袖。在2000年黨在法蘭克福舉行第二次代表大會。
2023年8月16日，塔利班政府正式禁止阿富汗所有政党活动，该法令由司法部代理部长阿卜杜勒·哈基姆·哈卡尼宣布，理由是伊斯兰教法中没有政党的概念，政党不符合阿富汗的利益。

## 前身
1989年底苏联撤军改变了人民民主党多年来一直掌权的政治结构。当古勒卜丁·希克马蒂亚尔不再支持政府时，政府开始内崩溃。1990年3月，国防部长兼武装部队总参谋长沙纳瓦兹·塔奈试图通过军事政变夺取政权。政变失败，塔奈被迫逃离该国。纳吉布拉仍然保有总统职位，因此在1990年6月，他将该党更名为祖国党。该党放弃了阿富汗人民民主党此前所持的马克思列宁主义意识形态。
1991年，苏联解体。对政府的所有支持都停止了。1992年4月，阿富汗人民民主党政权因总统纳吉布拉辞职后阿卜杜勒·拉希德·杜斯塔姆将军突然改变立场而垮台。纳吉布拉之后的临时领导人阿卜杜勒·拉希姆·哈蒂夫于1992年4月22日同意建立一个由叛军领导的国家。1992年5月6日，该党被伊斯兰促进会政府取缔。 

## 历史
该党于1997年6月28日在塔利班政权统治期间在流亡中在德国慕尼黑成立，在德国国内也有成员，但未正式注册。该党认为自己是穆罕默德·纳吉布拉及其祖国党左派思想的延续，祖国党成立于1990年，是执政的阿富汗人民民主党(PDPA)的继承者。慕尼黑会议选举穆罕默德·伊萨·贾苏尔为该党领导人。该党于2000年在法兰克福举行了党的第二次代表大会。
2017年7月28日，数千人参加了在喀布尔一家酒店举行的第四次“祖国党合法重启协商会议”。该党过去曾试图以PDPA名义注册，但被拒绝注册。

## 思想
该党既不认同人民派，也不认同帕查姆派（他们称之为“噶玛派”）。该党自称是“民族民主、进步改革派”，反对外国干涉阿富汗事务，尤其是巴基斯坦干涉。